# Vamberk
Vamberk (pronunție în cehă [ˈvambɛrk]; în germană Wamberg) este o comună și un oraș din districtul Rychnov nad Kněžnou din regiunea Hradec Králové din Cehia. Are o populație de aproximativ 4.700 de locuitori.
Principalul obiectiv turistic din Vamberk este Biserica „Sfântul Procopie”, construită în stil baroc timpuriu în perioada 1707–1714.

## Diviziuni administrative
Vamberk este format din trei diviziuni administrative (în paranteze populația conform recensământului din 2021):
- Vamberk (3.825)
- Merklovice (291)
- Peklo (364)

## Etimologie
Micul castel local și apoi așezarea din jurul său s-au numit inițial Waldemberg, numele a fost ulterior scurtat ca Walmberg, iar mai târziu ca Wamberg, în limba cehă Vamberk. Nu este clar dacă originea numelui este cehă sau germană, pentru că în perioada fondării era la modă ca nobilii cehi să dea nume germane castelelor. Dacă numele este de origine cehă, probabil însemna „dealul lui Valda”, care a fost tradus în germană ca Waldemberg. Dacă este de origine germană, numele a fost probabil derivat din waldberg („deal împădurit”).

## Geografie
Vamberk se află la aproximativ 5 kilometri (3 mi) sud de Rychnov nad Kněžnou⁠(d) și la 33 kilometri (21 mi) sud-est de Hradec Králové. Partea de vest a teritoriului comunei se află în platoul Orlice. Partea de est se află la poalele dealurilor Orlické și include cel mai înalt punct al comunei Vamberk aflat la 475 metri (1.558 ft) deasupra nivelului mării. Râul Zdobnice curge prin Vamberk.

## Istorie

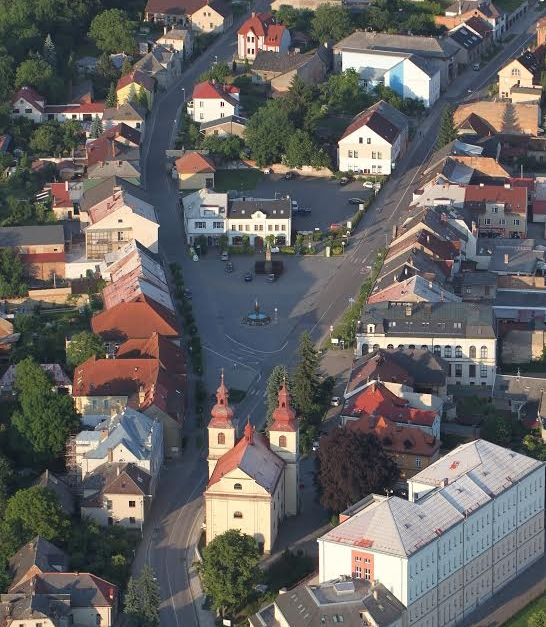
Piața Husovo

Prima mențiune scrisă despre Vamberk datează din anul 1341. În 1616, Vamberk a primit drepturi de oraș. Orașul s-a ocupat mai multe secole de dantelărie, țesut și comerțul cu cherestea. La sfârșitul secolului al XIX-lea și începutul secolului al XX-lea s-au dezvoltat industria textilă, a sobelor și a cărnii, iar Vamberk a ajuns centrul industrial al regiunii.

## Economie
Vamberk este cunoscut pentru producția de dantelă. Prima mențiune despre această producție este din anul 1642, dar tradiția este probabil mult mai veche. La mijlocul secolului al XVII-lea, Magdalena de Gramb, o proprietară belgiană a moșiei Vamberk, a introdus modele de dantelă belgiană și o nouă tehnică de fabricare. Vamberk a devenit un centru european de producție de dantelă. Tradiția a continuat până în zilele noastre.
Cel mai mare angajator din oraș este ESAB⁠(d) CZ, cel mai mare producător mondial de echipamente de sudură și tăiere și consumabile pentru sudare.

## Transporturi
Orașul se află la intersecția a două drumuri principale: I/11 de la Hradec Králové la Šumperk și I/14 de la Náchod la Ústí nad Orlicí⁠(d).
Vamberk este situat pe o scurtă linie de cale ferată de importanță locală, care leagă Rokytnice v Orlických horách⁠(d) de Doudleby nad Orlicí⁠(d).

## Obiective turistice

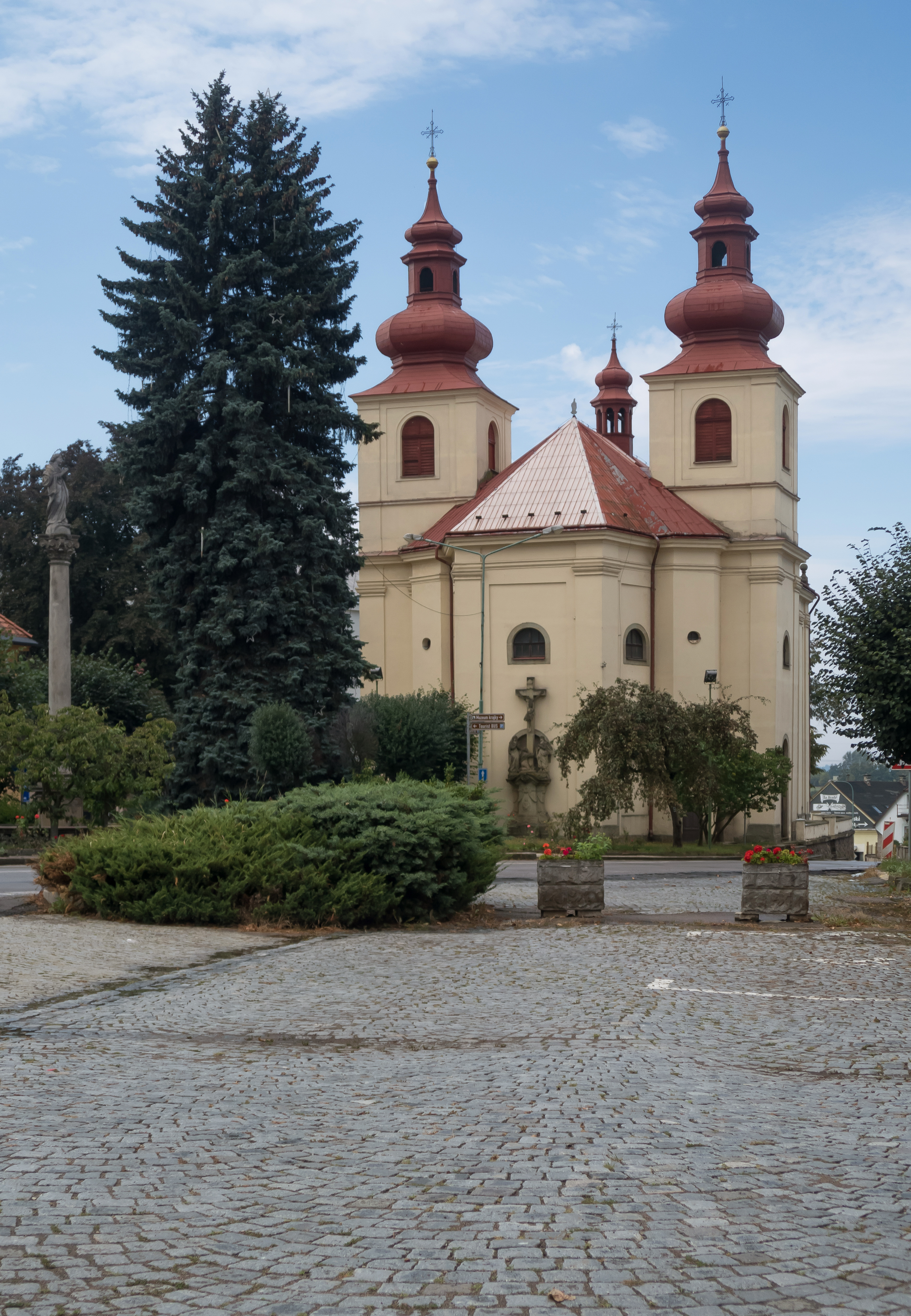
Biserica „Sfântul Procopie” din Vamberk.

Principalul obiectiv turistic al orașului este  Biserica „Sfântul Procopie”. Aceasta a fost construită în stil baroc timpuriu între 1707 – 1714.
Biserica Sfânta Barbara a fost construită de asemenea în stil baroc timpuriu, anterior, în anii 1696–1697. Este o biserică cu cimitir. În cimitir se află mormântul familiei Lützow.
Tradiția fabricării dantelei este documentată în Muzeul Dantelei din Vamberk. Muzeul se află într-o casă valoroasă din punct de vedere arhitectural din 1916, decorată cu elemente Art Deco.

## Persoane notabile
- Jan Václav Voříšek⁠(d) (1791–1825), compozitor
- Josef Richard Vilímek⁠(d) (1835–1911), publicist
- Josef Kalousek⁠(d) (1838–1915), istoric